# Lussonium
Lussonium era un fortino romano di truppe ausiliarie che faceva parte della catena di postazioni militari presenti lungo il limes danubiano nel settore pannonico. Si trova in località Paks-Dunakömlőd, a sud della capitale dell'Ungheria, Budapest, una volta fortezza legionaria e capitale della provincia romana di Pannonia inferiore (l'antica Aquincum).

## Forte

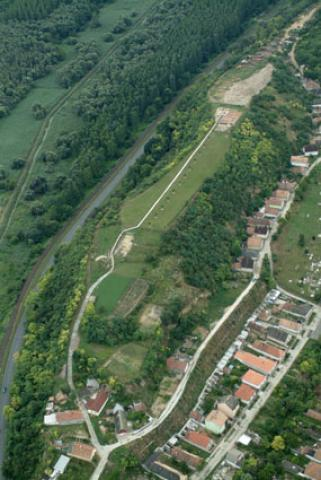
Foto aerea del forte di Lussonium.
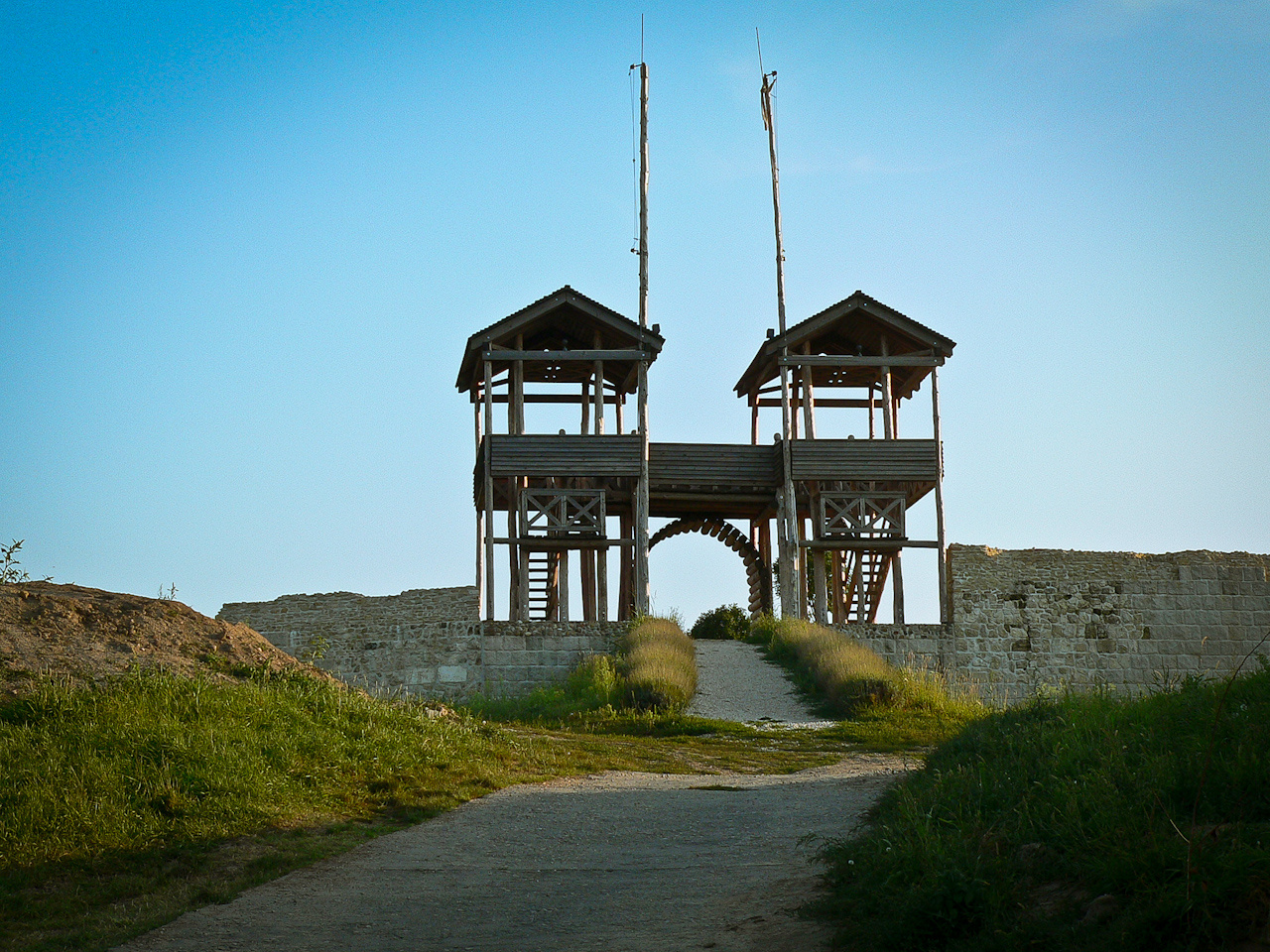
Ricostruzione della porta romana del forte.
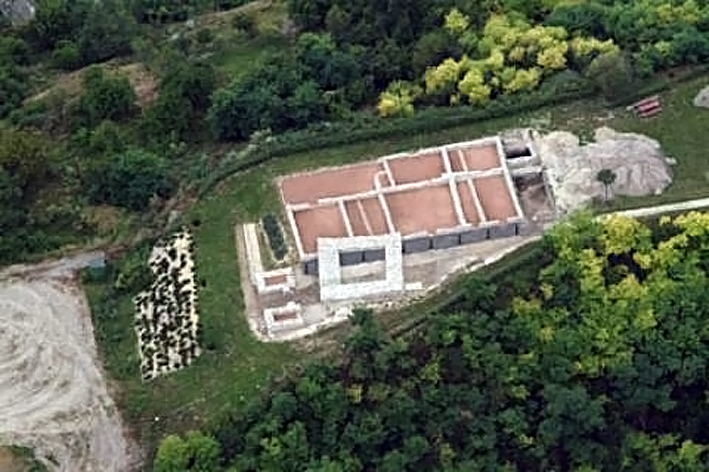
Altre rovine del forte, con la base di una torre al centro.
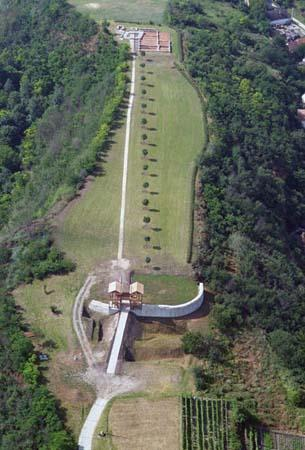
Altra foto aerea del forte con la ricostruzione di una porta in basso.